# Cadillac Sedan de Ville
La Cadillac Sedan de Ville è un'autovettura full-size di lusso prodotta dalla casa automobilistica statunitense dal 1956 al 2005. Nel 1994 il modello è stato rinominato De Ville. Dal 2005 la vettura è stata sostituita dalla DTS, il cui nome significa DeVille Touring Sedan.

## Il contesto

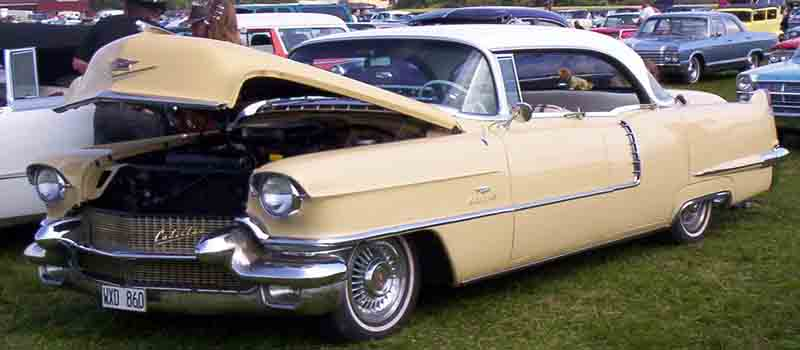
Cadillac Serie 62 Sedan de Ville del 1956

I termini "De Ville" derivano dal francese, e significano letteralmente "della città". "Sedan" invece significa, in inglese, "berlina".
Nel 1949 la Cadillac introdusse all'interno della gamma offerta della Serie 62, l'allestimento Coupe de Ville. Ad esso nel 1956 si aggiunse l'allestimento Sedan de Ville. Questa prima Sedan de Ville fu la prima Cadillac hard-top quattro porte ad essere assemblata di serie.
Similmente alla Coupe de Ville, l'allestimento Sedan de Ville era accessoriato da un equipaggiamento più lussuoso rispetto a quello della Serie 62 standard. Con 41.732 esemplari prodotti, le vendite della Sedan de Ville, nel primo anno di produzione, superarono quelle della Serie 62 berlina. Grazie al loro successo commerciale, nel 1959, la Coupe de Ville e la Sedan de Ville passarono da allestimenti della Serie 62, a modelli a sé stanti.

## La prima serie: 1959–1960

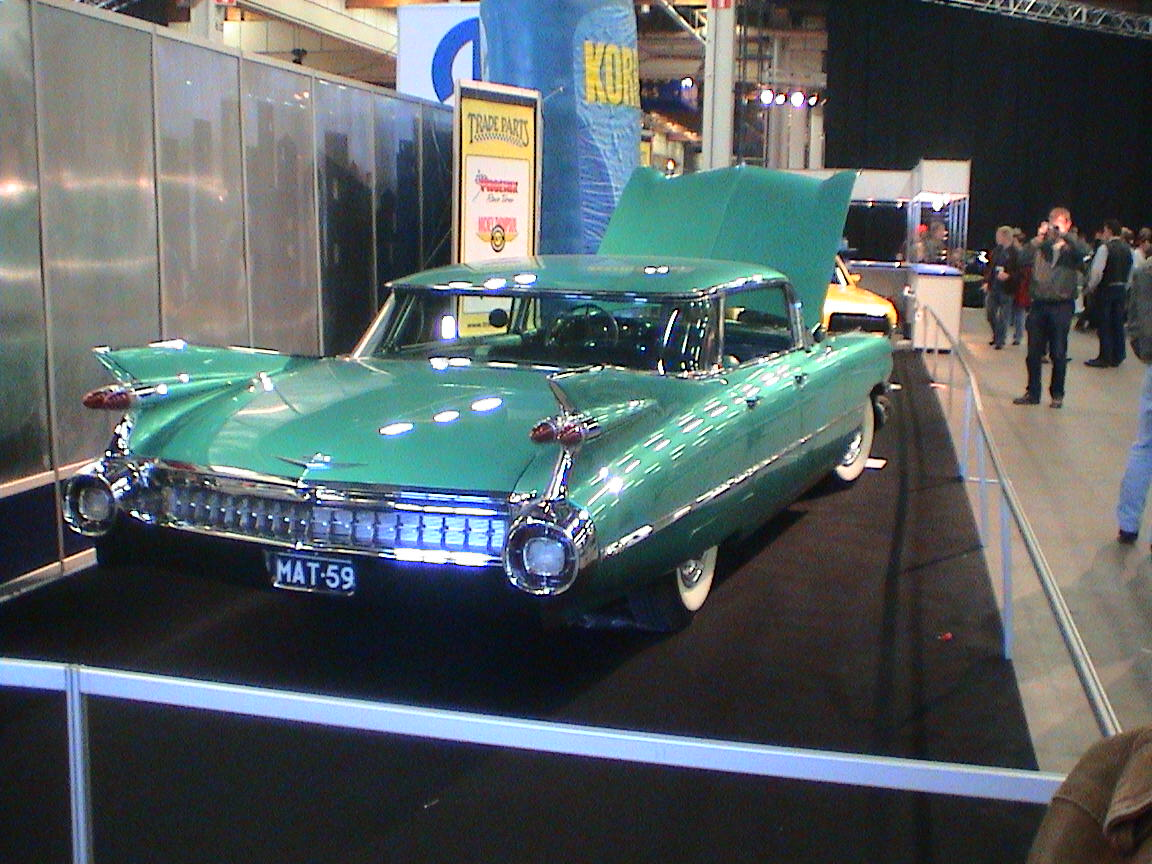
Il retro di una Cadillac Sedan de Ville del 1959

Nel 1959 la Sedan de Ville diventò, da allestimento quale era, un modello a parte. Le Cadillac dell'anno citato erano ricordate per le loro enormi pinne affilate, per i fari posteriori sdoppiati e a forma di proiettile, per le due specifiche configurazioni del padiglione e dei montanti, per la nuova calandra anteriore dal disegno lussuoso e per le decorazioni cromate sul bagagliaio.
Il modello montava un motore V8 a valvole in testa da 6,4 L di cilindrata e 325 CV di potenza. Assemblata a Detroit sul pianale C della General Motors e progettata da Bill Mitchell, la vettura aveva il motore montato anteriormente e la trazione posteriore. Erano tre le carrozzerie disponibili, vale a dire hard-top due porte e quattro porte, con quest'ultima che era offerta in due versioni, a quattro o sei finestrini laterali. Era disponibile solo un tipo di cambio, l'automatico Hydra-Matic a quattro rapporti.
La Sedan de Ville possedeva una scritta identificativa che riportava il nome del modello, posizionata sui parafanghi posteriori. L'equipaggiamento standard comprendeva il servofreno, il servosterzo, le luci di retromarcia, i tergicristalli del parabrezza a due velocità, i dischi sui cerchioni, gli specchietti di cortesia, il filtro dell'olio, gli alzacristalli elettrici ed i sedili elettrici a due modalità. Delle carenature lisce coprivano le ruote posteriori. Nel primo anno furono venduti più di 53.000 esemplari, che rappresentavano il 37% di tutte le Cadillac vendute.

## La seconda serie: 1961–1964

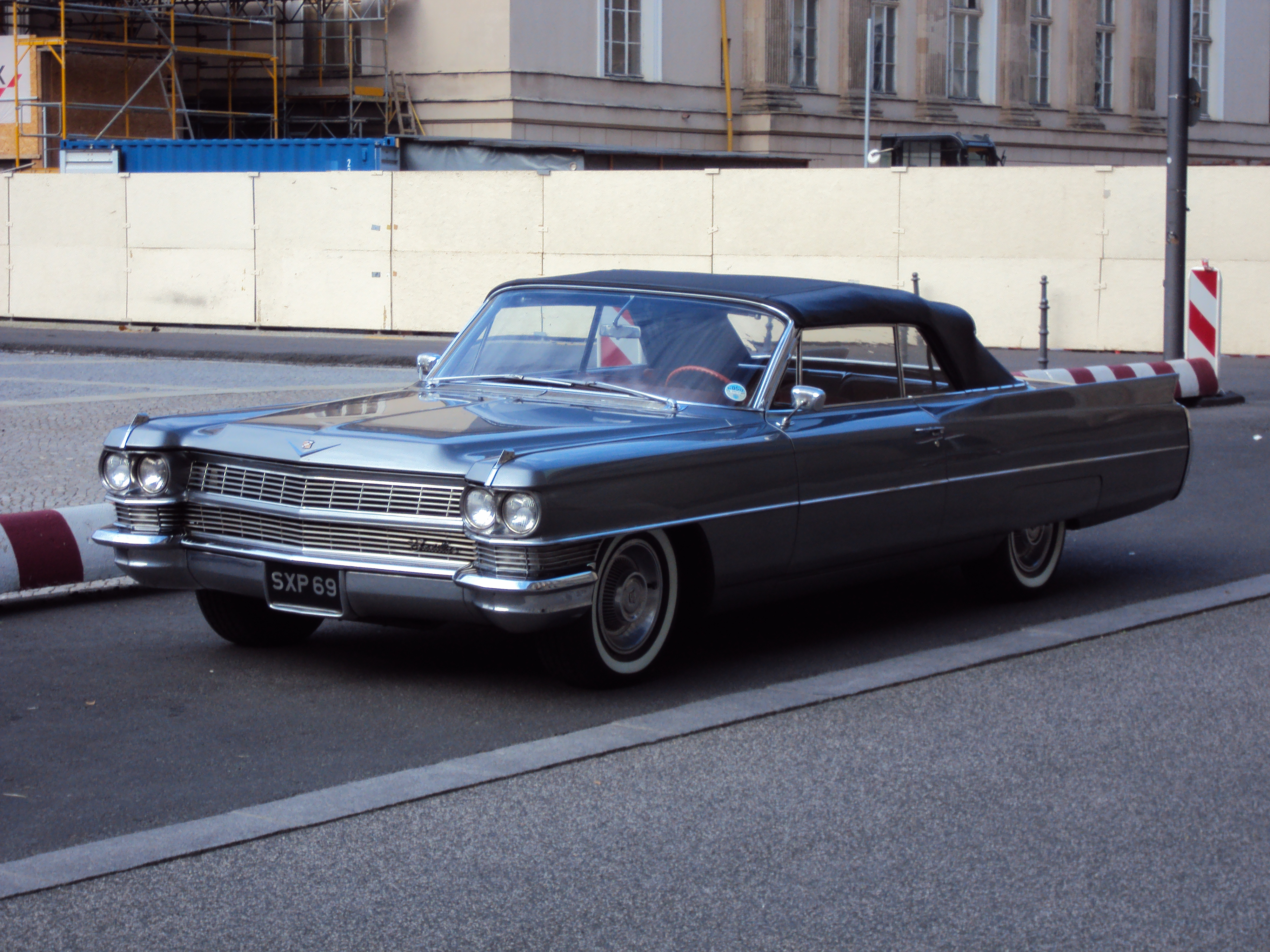
Una Cadillac Sedan de Ville cabriolet del 1964

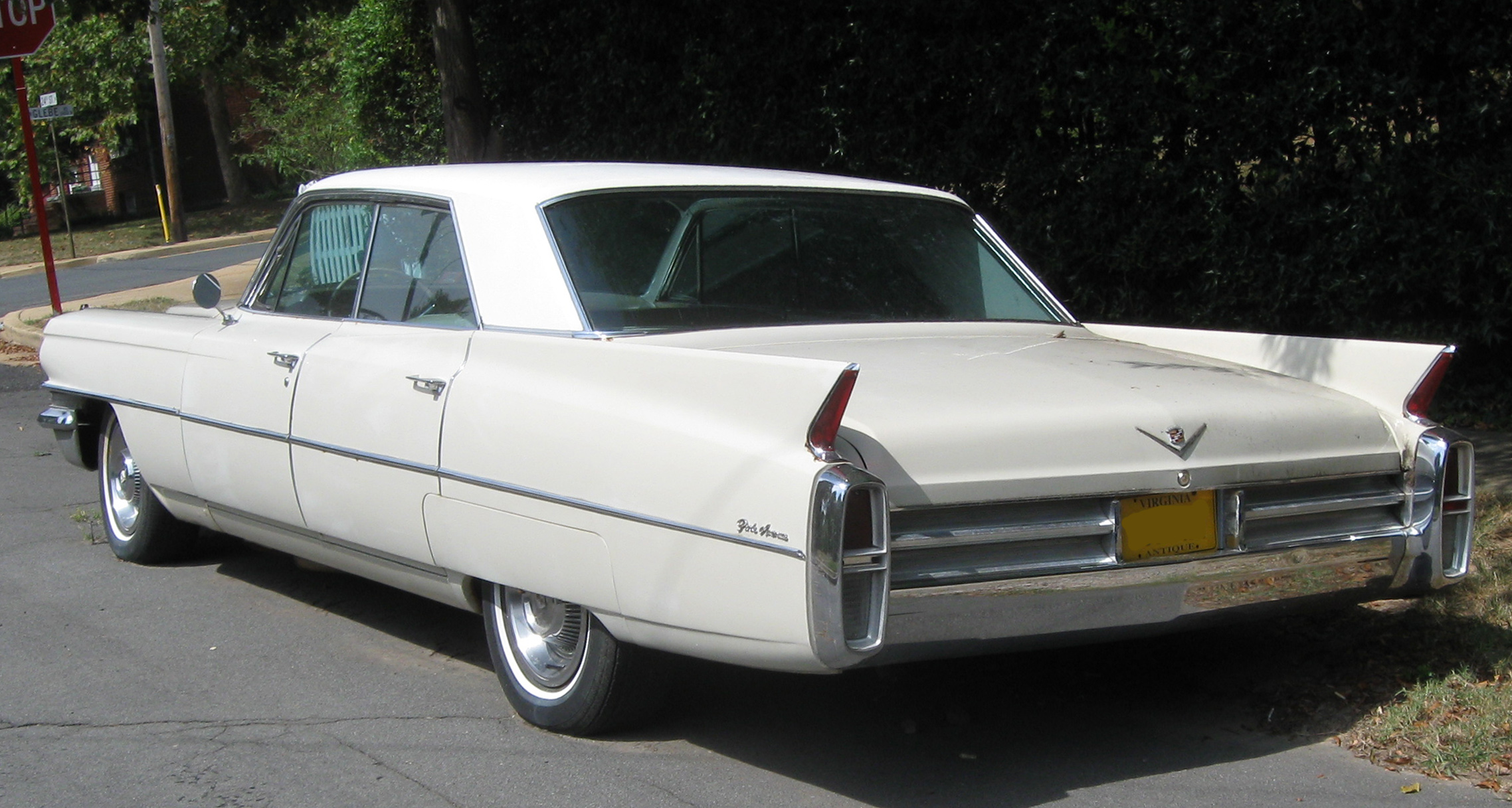
Il retro di una Cadillac Sedan de Ville Park Avenue del 1963

Il modello fu oggetto di un restyling nel 1961. La nuova calandra si inclinava all'indietro, verso i bordi orizzontali del paraurti e del cofano motore, e si estendeva tra i due fari sdoppiati. Vennero anche rivisti i montanti anteriori, che ora erano inclinati in avanti e si raccordavano ad un parabrezza non più avvolgente. I fari posteriori ridisegnati avevano un andamento angolare con sottili montanti su alcuni modelli e più massicci su altri. Le vetture possedevano delle scritte identificative, e lungo la fiancata era presente una decorazione longitudinale che era applicata per tre quarti della lunghezza del corpo vettura, e che si sviluppava dalla parte retrostante delle ruote anteriori alla parte posteriore del veicolo.
L'equipaggiamento standard comprendeva il servofreno, il servosterzo, delle doppie luci di retromarcia, i tergicristalli del parabrezza a due velocità, i dischi sui cerchioni, gli specchietti di cortesia, il filtro dell'olio, gli alzacristalli elettrici, i lavacristalli del parabrezza, delle carenature lisce per le ruote posteriori ed i sedili elettrici a due modalità.
Molle elicoidali anteriori e posteriori ricoperte di gomma sostituirono le sospensioni pneumatiche, che erano state oggetto di problemi tecnici. L'alimentazione con carburatore doppio corpo divenne la sola disponibile, e scomparve il doppio scarico.
Le carrozzerie disponibili erano sei: coupé due porte, hard-top due porte, e hard-top quattro porte, quest'ultima offerta in versione quattro o sei finestrini laterali. Erano anche disponibili delle versioni speciali: hard-top quattro porte e quattro finestrini Park Avenue, e hard-top quattro porte e sei finestrini Town Sedan. Quest'ultima era caratterizzata da un bagagliaio accorciato.
Progettata da Bill Mitchell, questa serie di Sedan de Ville aveva il motore montato anteriormente e la trazione posteriore. I motore disponibili erano due, entrambi V8 a valvole in testa. Uno aveva una cilindrata di 6,4 L, mentre l'altro di 7 L. Anche i cambi offerti erano due, entrambi automatici; uno era l’Hydra-Matic a quattro rapporti, mentre l'altro era il Turbo-Hydramatic TH-400 a tre velocità.

## La terza serie: 1965–1970

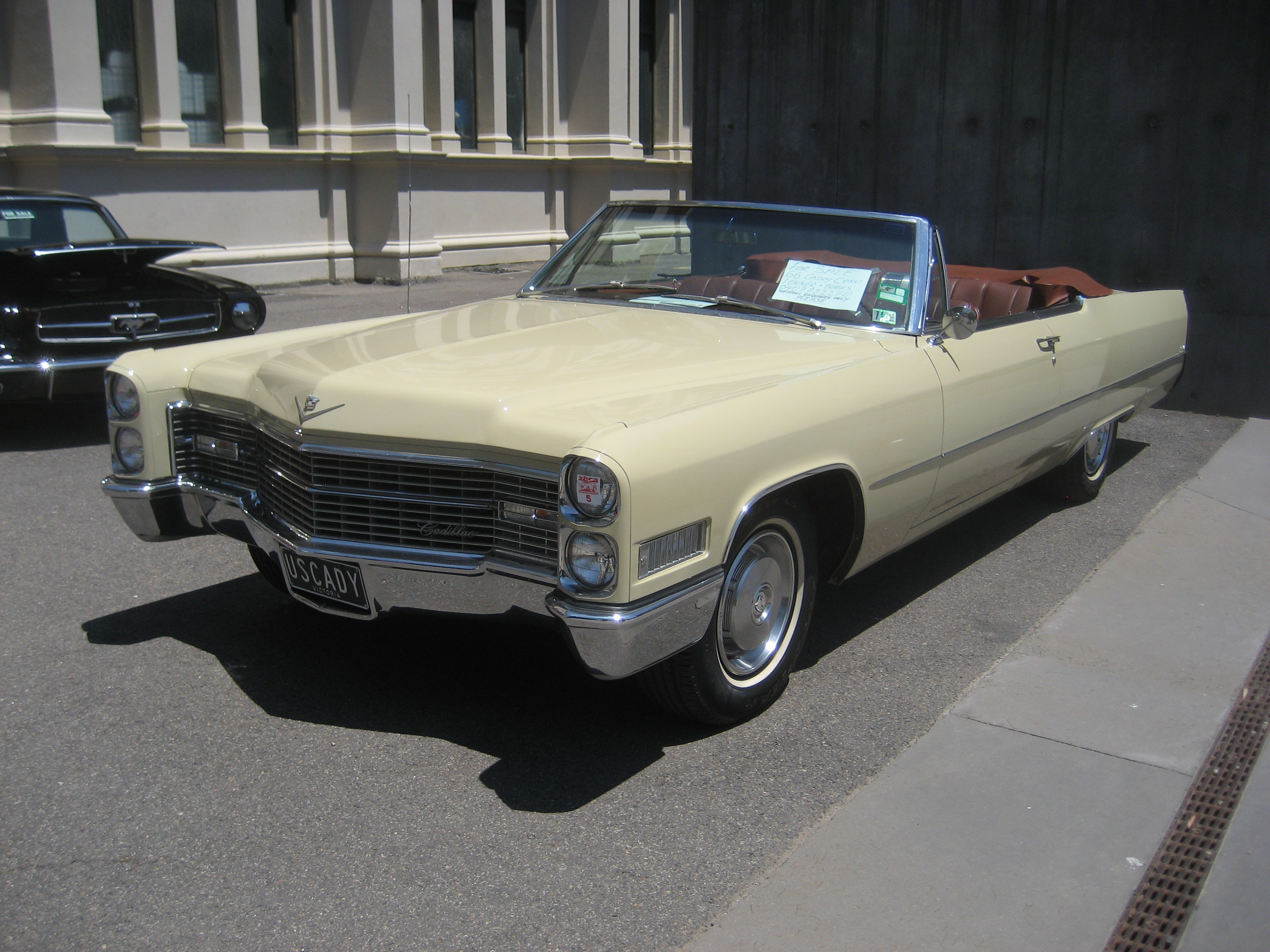
Una Cadillac Sedan de Ville cabriolet del 1966

La Sedan de Ville ha rappresentato per la Cadillac il modello principale fin dal momento in cui diventò una vettura a parte e non più un allestimento. Nella gamma della casa automobilistica di Detroit, la Sedan de Ville si posizionava tra la più piccola Calais (che rimpiazzò la Serie 62) a la Eldorado. La Sedan de Ville fu rivista nel 1965; nonostante questa revisione, il modello mantenne lo stesso passo di 3.289 mm. Le alte pinne posteriori vennero rimosse, sostituite da pinne più piatte. Più in generale, la linea fu resa più squadrata. Furono anche un paraurti posteriore più dritto e dei gruppi ottici a sviluppo verticale. I fanali anteriori diventarono da orizzontali a verticali, e ciò permise l'installazione di una calandra più larga. Comparvero dei finestrini laterali senza montanti, e le cabriolet ebbero in dotazione un lunotto in vetro temperato. L'equipaggiamento comprendeva ora l'illuminazione del bagagliaio, nuovi portaoggetti (anche posteriori) e le cinture di sicurezza anteriori e posteriori.
Il motore installato inizialmente era un V8 da 7 L di cilindrata e 340 CV di potenza, che fu sostituito, nel 1968, da un V8 da 7,7 L. La revisione del telaio permise lo spostamento del motore sei pollici più avanti, con il conseguente aumento dello spazio interno. Per questa generazione di Sedan de Ville fu offerta anche una versione berlina con montanti. Era disponibile, come optional a 121 dollari, un tettuccio imbottito.
Questa serie di Sedan de Ville è stata assemblata a Detroit sul pianale C della General Motors. Il motore era installato anteriormente, mentre la trazione era posteriore. Era offerto un solo tipo di cambio, l'automatico Turbo-Hydramatic TH-400 a tre rapporti.

## La quarta serie: 1971–1976

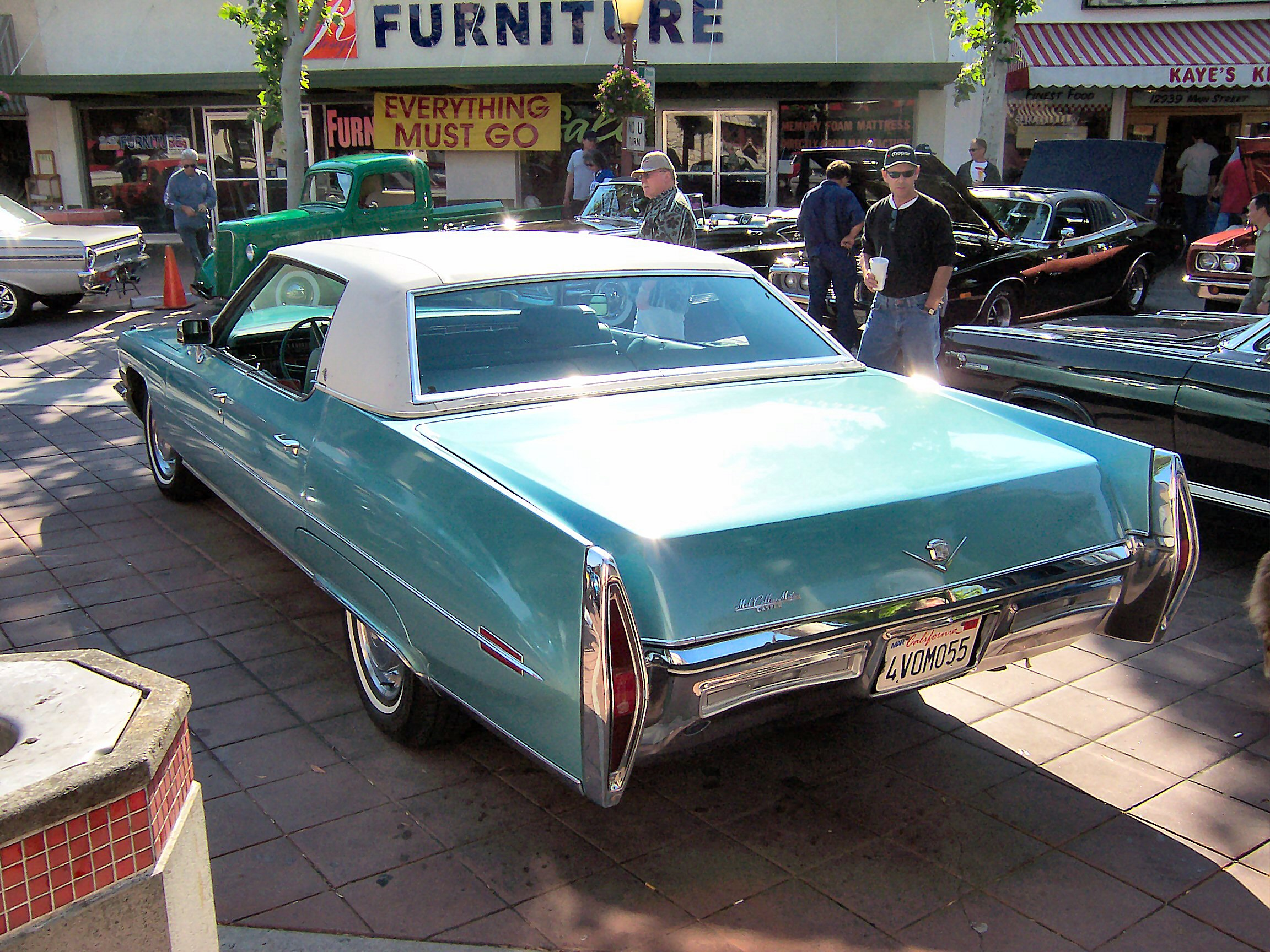
Il retro di una Sedan de Ville del 1972

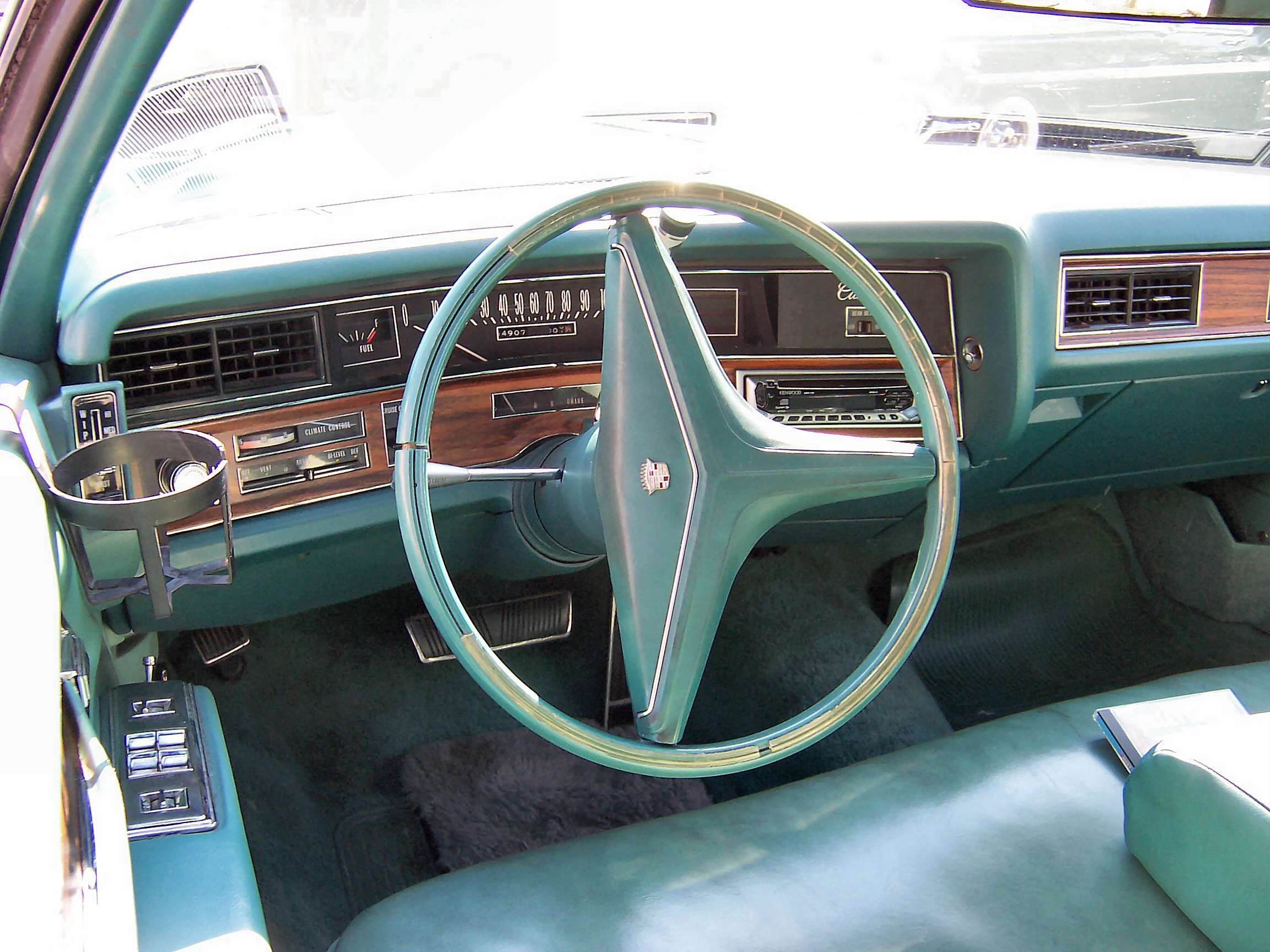
Interni di una Sedan de Ville del 1972

Nel 1971, la Sedan de Ville venne riprogettata come tutte le Vetture Full-Size del gruppo General Motors. I nuovi corpi vettura della General Motors stabilirono un record di spazio, nella parte anteriore ed in quella posteriore della vettura, per le spalle. Questa spaziosità venne superata solo da alcuni modelli full-size General Motors a metà degli anni novanta. Le luci anteriori erano squadrate ed alloggiate singolarmente, e la calandra era protetta da massicci rostri verticali che racchiudevano l'alloggiamento della targa in posizione rientrata. Il cofano presentava un vasto rialzo al centro, e l'alloggiamento dei tergicristalli era celato sotto il cofano stesso. Il logo della Cadillac decorava il frontale, e dei nuovi indicatori di direzione comparvero in cima ad ogni parafango anteriore. Una modanatura lungo linea di cintura correva dal passaruota anteriore, fin quasi all'estremità posteriore, fermandosi dove una bombatura di forma ellittica tendeva ad assottigliarsi in corrispondenza di un inserto rettangolare. Erano ancora presenti delle carenature per le aperture delle ruote posteriori. Le luci posteriori erano dello stesso tipo di quelle della generazione precedente, anche se non erano più divise da una barra cromata. Due lunghe ed orizzontali luci di retromarcia vennero installate sul paraurti, ciascuna sui due lati dell'alloggiamento incassato della targa. Le Sedan de Ville si distinguevano esteriormente per gli inserti metallizzati e per le scritte sui parafanghi anteriori che recavano anche il nome della serie.
Il motore standard rimase il V8 Cadillac da 7,7 L di cilindrata, 375 CV di potenza e 495 N•m di coppia. L'altro propulsore disponibile era un V8 Cadillac da 8,2 L. Entrambi erano a valvole in testa. Il motore era installato anteriormente, mentre la trazione era posteriore. Era disponibile solo un cambio, vale a dire l'automatico Turbo-Hydramatic TH-400 a tre rapporti.
Assemblata a Detroit ed a Linden, questa generazione di Sedan de Ville fu costruita sul pianale C della General Motors.

## La quinta serie: 1977–1984

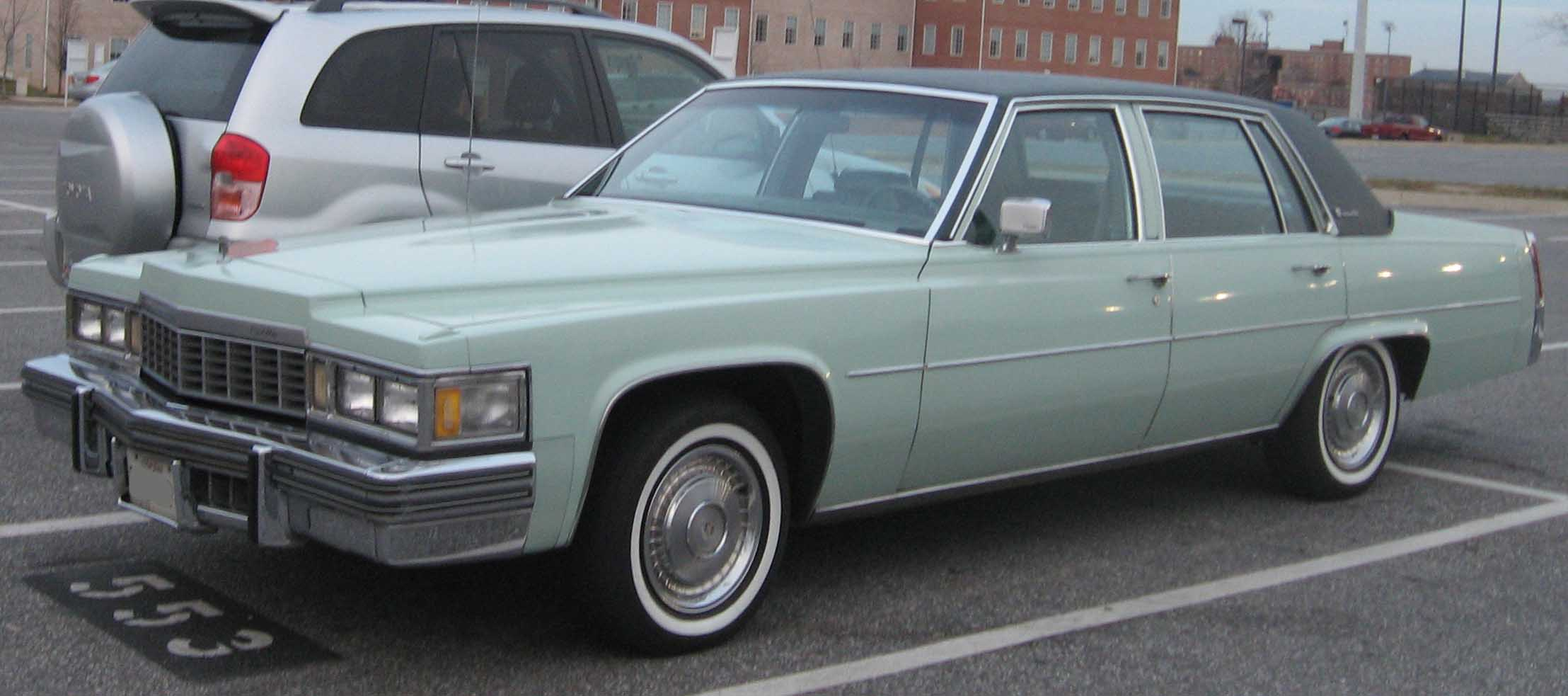
Una Cadillac Sedan de Ville del 1977

Nel 1977, 75º anniversario della fondazione della Cadillac, vi fu l'introduzione della nuova serie della Sedan de Ville. Il modello fu rimpicciolito e venne offerto in versione coupé e berlina. Questa nuova generazione possedeva un tettuccio più alto, ed era nove pollici più corta, quattro pollici più corta, e mezzo ton più leggera. Nonostante fosse stata rimpicciolito, il modello possedeva un bagagliaio più spazioso. Questa serie di Sedan de Ville è stata la prima a non avere le carenature delle ruote posteriori.
Il motore V8 da 8,2 L di cilindrata delle serie precedenti, venne sostituito nel 1977 da un propulsore V8 da 7 L. Gli altri motori disponibili furono un V6 Buick ed un V8 Cadillac da 4,1 L, un V8 Oldsmobile Diesel da 5,7 L, ed un V8 Cadillac da 6 L. Il motore era anteriore e la trazione posteriore. I cambi disponibili, tutti automatici e Turbo-Hydramatic, furono il TH-400 a tre rapporti, il TH-350C a tre velocità e il TH-200-4R a quattro rapporti.
Assemblata a Detroit, questa serie di Sedan de Ville venne costruita sui pianali C e D della General Motors.
Confronto degli spazi e delle dimensioni tra una Sedan de Ville del 1974 ed una del 1977
|                                 | Cadillac Sedan de Ville del 1974 | Cadillac Sedan de Ville del 1977 |
| ------------------------------- | -------------------------------- | -------------------------------- |
| Passo                           | 3.302 mm                         | 3.086 mm                         |
| Lunghezza                       | 5.860 mm                         | 5.618 mm                         |
| Larghezza                       | 2.027 mm                         | 1.913 mm                         |
| Altezza                         | 1.379 mm                         | 1.453 mm                         |
| Spazio anteriore per la testa   | 996 mm                           | 991 mm                           |
| Spazio anteriore per le gambe   | 1.064 mm                         | 1.067 mm                         |
| Spazio anteriore per le spalle  | 1.577 mm                         | 1.509 mm                         |
| Spazio posteriore per la testa  | 970 mm                           | 968 mm                           |
| Spazio posteriore per le gambe  | 1.019 mm                         | 1.046 mm                         |
| Spazio posteriore per le spalle | 1.626 mm                         | 1.509 mm                         |
| Capacità bagagliaio             | 450 L                            | 552 L                            |

### Motorizzazioni
| Anni      | Cilindrata                     | Potenza | Coppia  |
| --------- | ------------------------------ | ------- | ------- |
| 1981–1982 | Buick V6 4,1 L                 | 125 CV  | 278 N•m |
| 1982–1984 | Cadillac HT-4100 V8 4,1 L      | 135 CV  | 260 N•m |
| 1980–1984 | Oldsmobile LF9 Diesel V8 5,7 L | 105 CV  | 278 N•m |
| 1980–1981 | Cadillac L62 V8-6-4 V8 6 L     | 145 CV  | 370 N•m |
| 1977–1979 | Cadillac L33 V8 7 L            | 180 CV  | 430 N•m |
| 1977–1979 | Cadillac L35 V8 7 L            | 195 CV  | 430 N•m |

## La sesta serie: 1985–1993

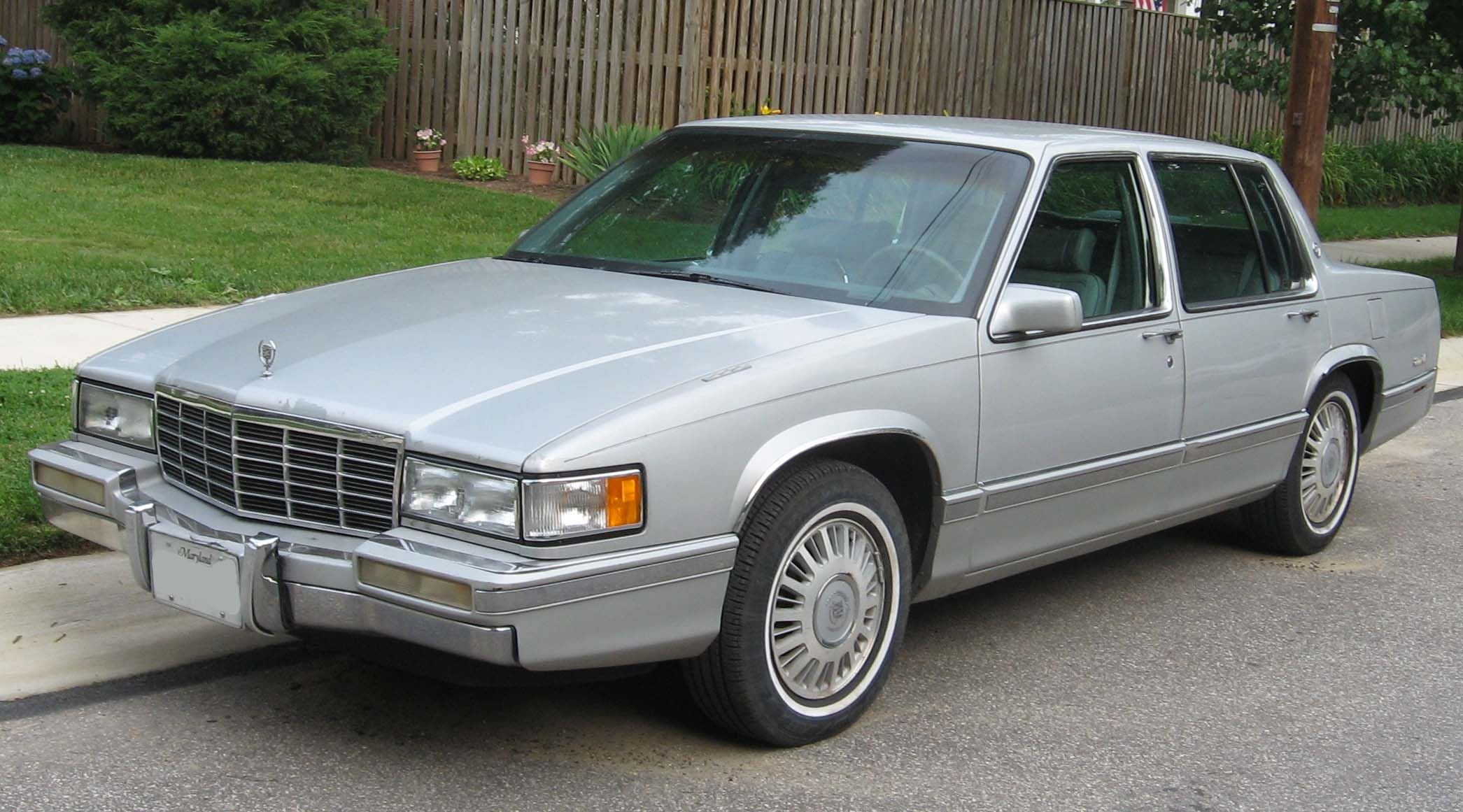
Una Cadillac Sedan de Ville 1989/93

Dal model year 1985, la Sedan de Ville venne assemblata sul nuovo pianale C della General Motors a trazione anteriore. Una Fleetwood berlina fu aggiunta alla gamma all'inizio della produzione. Essa condivideva il nuovo pianale a trazione anteriore, e la maggior parte degli ingombri, con le De Ville (la denominazione Fleetwood Brougham rimase nelle vetture costruite su pianale a trazione posteriore per tutto il 1986).
La produzione del nuovo pianale C iniziò nel dicembre del 1983 a Orion, nel Michigan. Uno slogan riportato sulla copertina di una brochure dell'epoca, definiva le nuove vetture come le "Cadillac del futuro". Questi nuovi modelli erano simili esteriormente, e possedevano le dimensioni interne quasi identiche a quelle dei loro predecessori. Questo cambiamento portò la quasi totalità dei modelli della Cadillac alla trazione anteriore, lasciando la Fleetwood Brougham come unica vettura della casa automobilistica ad essere a trazione posteriore.
La Sedan de Ville del 1985 era disponibile solamente in versione berlina e coupé. Il pacchetto d'Elegance, che in passato prevedeva, tra l'altro maniglie ausiliarie e sedili trapuntati con bottoni, non era più disponibile sulla Sedan de Ville, ma solo sulla Fleetwood berlina.
Nel periodo in cui fu commercializzata questa generazione, i prezzi dei carburanti scesero temporaneamente, e quindi la clientela si orientò verso modelli più grandi. Nel 1985, la Lincoln Town Car superò nelle vendite la Sedan de Ville, nonostante quest'ultima fosse a trazione anteriore, possedesse una tecnologia all'avanguardia ed avesse un design moderno.
I motori disponibili furono il V6 Oldsmobile LS2 Diesel da 4,3 L di cilindrata, il V8 Cadillac HT-4100 da 4,1 L, il V8 Cadillac HT-4500 da 4,5 L ed il V8 Cadillac HT-4900 da 4,9 L. I cambi disponibili era tre, tutti automatici Turbo-Hydramatic a tre rapporti; più precisamente furono il TH-440-T4, il 4T60 ed il 4T60E.
Assemblata a Lake Orion, nel Michigan, questa serie di Sedan de Ville aveva il motore montato anteriormente e la trazione all’avantreno.

## La settima serie: 1994–1999

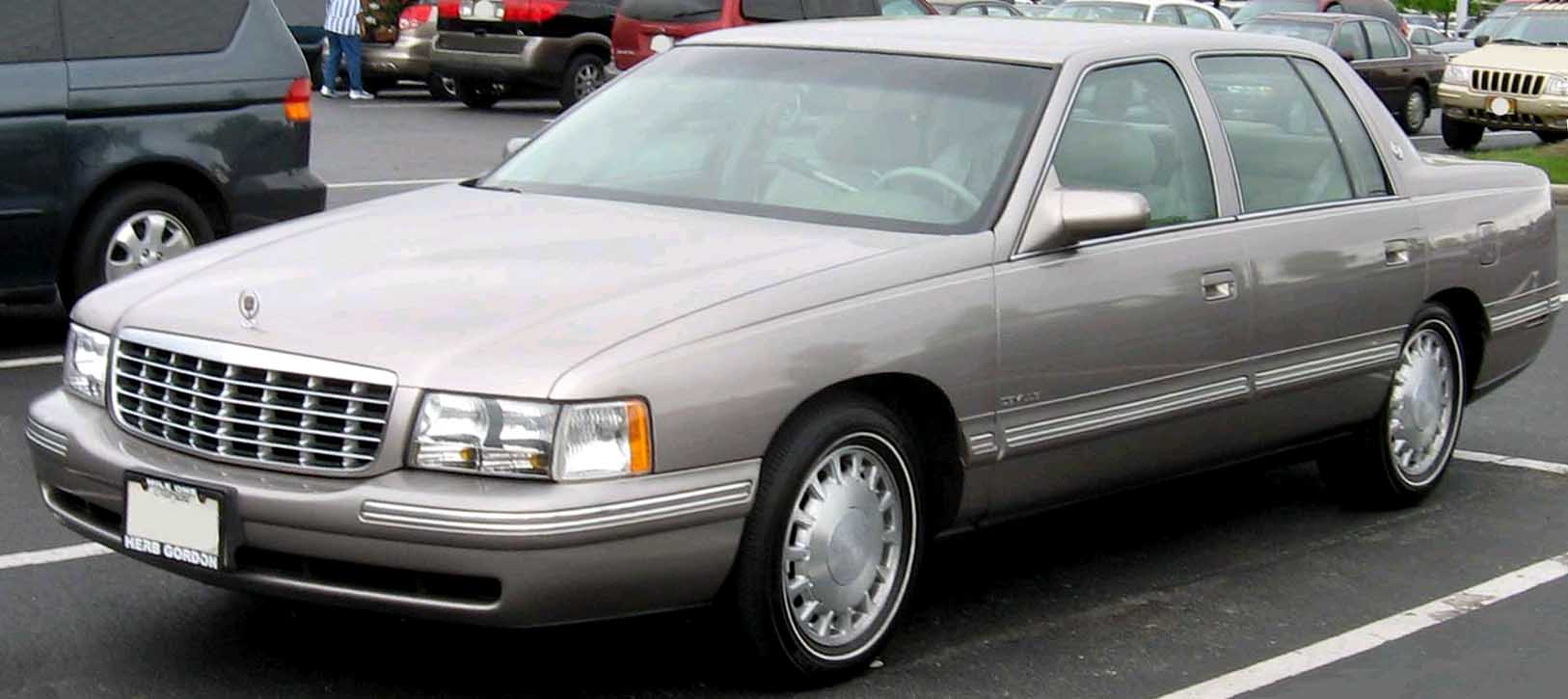
Una Cadillac DeVille 1997/99

Nel 1994, il modello fu riprogettato sul pianale K della General Motors, che condivideva con la Seville. Il corpo vettura fu rivisto, sebbene il passo rimase immutato a 2.891 mm, quindi superiore a quello della Seville. L'assemblaggio venne spostato a Hamtramck, nel Michigan. Il nome fu accorciato da "Sedan de Ville" a "De Ville".
L'allestimento DeVille Concours era disponibile con il motore V8 LD8 Northstar da 4,6 L di cilindrata e 270 CV di potenza, mentre gli altri allestimenti, fino al 1996, avevano installato il propulsore V8 L26 da 4,9 L. Dopo tale anno, essi ebbero in dotazione il motore LD8 Northstar, mentre le DeVille Concours ebbero installato l’L37 Northstar da 4,6 L e 300 CV. La DeVille Concours sostituì la Cadillac Sixty Special.
La De Ville fu rivista marginalmente per il model year 1997. Venne reintrodotto il pacchetto d'Elegance, che sostituì la Cadillac Fleetwood. Vennero previsti dei nuovi fanali anteriori, una nuova calandra e le maniglie porta interne furono ridisegnate. La finitura nero-cromata fu sostituita da una finitura a doppia cromatura nelle DeVille di base, cromata e dorata nella versione D'Elegance e cromata con inserti in tinta nella versione Concours. Venne previsto un nuovo cruscotto, che prevedeva il sistema OnStar ed un nuovo disegno dell'alloggiamento dell'airbag lato passeggero. La produzione di questa generazione di De Ville terminò nel luglio del 1999.
Il motore era installato anteriormente, mentre la trazione era all’avantreno. I cambi disponibili erano due, entrambi a quattro rapporti ed automatici, cioè il 4T60 ed il 4T80.

### Motorizzazioni
| Modello  | Anno      | Motore                 | Potenza                 | Coppia                        |
| -------- | --------- | ---------------------- | ----------------------- | ----------------------------- |
| Base     | 1994–1995 | 4,9 L L26 V8           | 200 CV a 4.100 giri     | 373 N•m a 3000 giri al minuto |
| Base     | 1996–1999 | 4,6 L LD8 Northstar V8 | 275-300 CV a 5.750 giri | 373 N•m a 4.750 giri          |
| Concours | 1994      | 4,6 L LD8 Northstar V8 | 270 CV                  | 407 N•m                       |
| Concours | 1995      | 4,6 L LD8 Northstar V8 | 275 CV a 5.750 giri     | 373 N•m a 4.750 giri          |
| Concours | 1996–1999 | 4,6 L L37 Northstar V8 | 300 CV a 6.000 giri     | 400 N•m a 4.400 giri          |

## L'ottava serie: 2000–2005

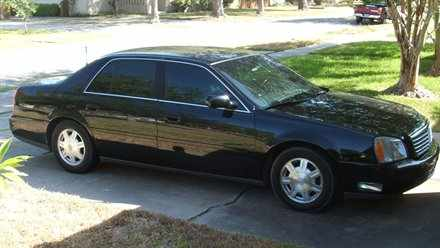
Una Cadillac DeVille del 2003

Il 2000 vide l'introduzione dell'ultima serie della De Ville. La produzione iniziò nell'agosto del 1999. Esternamente fu ridisegnata completamente, ed il risultato fu una linea sportiva, elegante e più aerodinamica. Il coefficiente di resistenza aerodinamica era 0,30. Gli interni vennero rivisti, con l'installazione di nuovi pannelli e sedili. Il cruscotto fu oggetto di modifiche minori. La De Ville del 2000 fu la prima autovettura di produzione di serie ad avere installato delle luci posteriori a LED. L'allestimento d'Elegance fu rimpiazzato dal DeVille DHS (DeVille High Luxury), che includeva molte opzioni per migliorare il comfort dell'abitacolo, come un'aletta parasole ad attivazione elettrica e dei sedili posteriori riscaldabili e con funzione massaggio. L'allestimento DeVille Concours fu rinominato DeVille DTS (DeVille Touring Sedan). Esso comprendeva il controllo elettronico della stabilità, le sospensioni attive, il navigatore satellitare e lo sterzo con servoassistenza variabile di tipo magnetico.
Il motore era installato anteriormente, mentre la trazione era all’avantreno. L'unico cambio disponibile fu l'automatico 4T80 a quattro rapporti. Anche questa serie di De Ville era assemblata sul pianale K della General Motors.
L'ottava ed ultima serie del modello fu prodotta fino al giugno del 2005. Fu sostituita dalla DTS. La sigla sta per "DeVille Touring Sedan", che è il nome di un precedente allestimento della Sedan de Ville degli anni ottanta. Questo modello fu il primo a possedere il visore notturno e ad avere tutte le luci posteriori a LED. In questi anni la Cadillac decise di cambiare nomenclatura ai modelli, e quindi la Seville divenne STS, mentre la sostituta della Catera diventò CTS. L'ultima De Ville uscì dalle catene di montaggio il 23 giugno 2005.

### Motorizzazioni
| Modello    | Anno      | Motore                 | Potenza             | Coppia               |
| ---------- | --------- | ---------------------- | ------------------- | -------------------- |
| Base / DHS | 2000      | 4,6 L LD8 Northstar V8 | 275 CV a 5.750 giri | 373 N•m a 4.750 giri |
| Base / DHS | 2002–2005 | 4,6 L LD8 Northstar V8 | 275 CV a 5.600 giri | 407 N•m a 4000 giri  |
| DTS        | 2000–2004 | 4,6 L L37 Northstar V8 | 300 CV a 6.000 giri | 400 N•m a 4.400 giri |
| DTS        | 2005      | 4,6 L L37 Northstar V8 | 290 CV a 5.600 giri | 386 N•m a 4.400 giri |